# Guraleus anisus
Guraleus anisus é uma espécie de gastrópode do gênero Guraleus, pertencente a família Mangeliidae.